# 広島湾要塞
広島湾要塞（ひろしまわんようさい）とは、広島湾と呉軍港の防備のため設置された大日本帝国陸軍の要塞である。当初は呉要塞と呼称した。

## 概要
広島湾と呉軍港への敵艦船の進入を阻止するため、音戸瀬戸・早瀬瀬戸・那沙美瀬戸・大野瀬戸に要塞砲台の設置が検討された。1887年（明治20年）1月の計画では早瀬瀬戸・那沙美瀬戸の防禦案であったが、1893年（明治26年）2月には四つ全ての瀬戸の防禦計画が決定された。具体案の計画中に日清戦争が開始されたため、工事が開始されたのは1897年（明治30年）になってからである。
砲台建設は、1897年（明治30年）3月、大那沙美島砲台から開始され、1903年（明治36年）12月までにすべての砲台が竣工した。
日露戦争後の1909年（明治42年）に参謀本部で作成された要塞整理方針案で、海峡を防備すれば内海の領有は確保できるという考えが示された。従来の由良要塞（紀伊水道）、下関要塞（関門海峡）に加え、豊予要塞（豊後水道）を新設すれば内部にある要塞は要らなくなるというのである。この計画は先送りされたが、第1次世界大戦が終わった1919年（大正8年）に再びとりあげられ、豊予要塞の建設が着手された。豊予要塞の完成をうけて、1926年（大正15年）8月1日に、広島湾要塞は廃止された。

## 年譜
- 1897年（明治30年）3月 大那沙美島砲台着工
  - 5月 鶴原山砲台着工
  - 8月 鷹ノ巣低砲台着工
- 1898年（明治31年）6月 岸根砲台着工
  - 7月 鷹ノ巣高砲台着工
  - 10月 室浜砲台着工
- 1899年（明治32年）3月 三高山堡塁着工・室浜砲台竣工
  - 5月 大君砲台着工
  - 10月 早瀬第一堡塁・早瀬第二堡塁着工
  - 11月16日 - 呉要塞砲兵連隊本部並びに第二大隊は、広島市段原村（現在の南区比治山本町）で事務を開始[4]。
- 1900年（明治33年）3月 大那沙美島砲台・鶴原山砲台・鷹ノ巣低砲台・鷹ノ巣高砲台竣工
  - 4月 呉要塞司令部設置
  - 6月11日 - 呉要塞司令部が広島市段原村に開庁[5]。
  - 6月 大君砲台竣工
  - 8月 早瀬第二堡塁竣工
  - 9月 休石砲台着工・岸根砲台竣工
  - 12月 高烏堡塁着工
- 1901年（明治34年）3月 休石砲台・早瀬第一堡塁・三高山堡塁竣工
- 1902年（明治35年）4月 大空山堡塁着工
  - 6月 高烏堡塁竣工
- 1903年（明治36年）1月15日 要塞司令部は移築工事のため広島市の野戦砲兵第5連隊営舎に移転[6]。
  - 3月30日 - 要塞司令部は広島市段原村の新庁舎に移転[7]。
  - 5月1日 広島湾要塞に名称変更。
  - 12月 大空山堡塁竣工
- 1926年（大正15年）8月1日 廃止[8]

## 主要な施設
呉市
- 大空山堡塁 - 備砲なし
- 高烏堡塁 - 備砲なし
- 休石砲台

倉橋島
- 早瀬第一堡塁 - 備砲なし
- 早瀬第二堡塁

西能美島
- 大君砲台
- 三高山堡塁
- 鶴原山砲台
- 岸根砲台

大奈佐美島
- 大那沙美島砲台

厳島
- 鷹ノ巣低砲台
- 鷹ノ巣高砲台
- 室浜砲台

## 歴代司令官
呉要塞司令官
- 伊地知季清 少将：1900年4月25日 - 1902年5月5日
- 税所篤文 少将：1902年5月5日 - 1903年5月1日

広島湾要塞司令官
- 税所篤文 少将：1903年5月1日 -
- （兼・事務取扱）河井瓢 砲兵大佐：1904年3月10日 - ※本務・広島湾要塞砲兵連隊長
- 柴田正孝 少将：1904年7月7日 -
- 田中信隣 大佐：1904年9月17日 -
- 加藤泰久 少将：1906年4月16日 - 1907年11月13日
- 川合致秀 砲兵大佐：1907年11月13日 - 1910年11月30日
- 榊原昇造 少将：1910年11月30日 - 1912年9月28日
- 有田恕 少将：1912年9月28日 - 1913年8月22日
- 近野鳩三 少将：1913年8月22日 - 1914年5月11日
- 渡辺岩之助 少将：1914年5月11日 - 1915年5月24日
- 堤可広 少将：1915年5月24日 - 1917年8月6日
- 谷田繁太郎 少将：1917年8月6日 -
- 磯村年 少将：1918年1月18日 - 1918年7月24日[9]
- 高橋綏次郎 少将：1918年7月24日 -
- 川瀬房四 少将：1919年7月25日 - 1920年8月10日[10]
- 鳴滝紫麿 少将：1920年8月10日 - 1921年7月20日
- 浅岡信三郎 少将：1921年7月20日 - 1923年8月6日
- 大平善市 少将：1923年8月6日 - 1924年1月18日[11]
- 山内岳造 少将：1924年1月18日 - 1924年12月15日[12]
- 境孫四郎 少将：1924年12月15日 - 1925年5月1日
- 弘中暁 少将：1925年5月1日 - 1926年8月1日